# Szilágyi István (pedagógus)
Szilágyi István (Nagykálló, 1819. január 6. – Máramarossziget, 1897. április 12.) református főiskolai igazgatótanár, író, az Magyar Tudományos Akadémia levelező tagja (1846). Szilágyi János és Forró Sára – régi vagyonos magyar nemesi család – fia.

## Élete
Szülőhelyén Nagykállón (Szabolcs vármegye) végezte el a hat gimnáziumi osztályt, majd 1834-ben a Debreceni Református Kollégium felső osztályába iratkozott be, két évig a teológiára járt. Az 1840/41-es iskolaévben fölesküdött felügyelővé és egyszersmind a gimnáziumi V. (poétikai) osztály köztanítójává nevezték ki a kollégiumban, ahol 1842 tavaszáig maradt. Ekkor a nagyszalontai református egyház meghívta az ottani iskola igazgatására, ahol március 20-án foglalta el tanári állását. Arany Jánosnak debreceni tanulótársa volt és barátságuk Szalontán tovább erősödött, és barátja a pályakezdésére is ösztönző hatással volt. Két év múlva Nagyszalontáról külföldi egyetemekre indult, útba ejtvén Pestet, ahol rövid tartózkodása alatt megismerkedett Petőfivel is, egy ideig együtt is laktak. Vele való barátságát erősítette, amikor megtudta, hogy Aranynak lelkes buzdítója volt az írásra; ezt írja Aranyhoz: „... írd meg neki, hogy eddig is szerettem, de most még jobban szeretem, azt tudva, hogy ő ösztönzött téged az írásra.” Külföldi tanulmányútjáról hazatérve, 1845. szeptember 25-én a máramarosszigeti hittani tanszékre választották meg. 1850-ben, amikor igazgatónak választották, szózatot írt a hazai protestánsokhoz , hogy a tanintézményt történelmi terjedelmében megtarthassák. Ennek eredményeként jelentős adományok folytak be a tanintézet pénztárába. A Magyar Tudományos Akadémia 1846. december 20-án levelező tagjává választotta. Tanári pályájának negyvenéves jubileuma alkalmával a király Ferenc József-renddel tüntette ki. Főiskolai igazgatóként 1896-ig működött, ekkor nyugalomba vonult.
1840-ben és 1841-ben  Árpád című költeményével és a Csák és a királyleány című elbeszélésével elnyerte a Kisfaludy Társaság pályadíját. 1843-ban a Magyar Tudományos Akadémia a Szókötéstan szabályai című nyelvészeti munkáját jutalmazta. Egyháztörténeti, helytörténeti és pedagógiai műveket is írt.
Mellszobrát (Tóth András alkotását) 1899. május 7-én leplezték le Máramarosszigeten.

## Legfontosabb nyelvészeti munkája
Magyar szókötés. Szilágyi István koszorúzott és Fábián István díjazott művei. Pest, 1846 (Nyelvtudományi Pályamunkák III.) REAL-EOD
Szilágyinak a Magyar Tudományos Akadémia által díjazott művét, melynek teljes címe: A magyar szókötés szabályai – egyeztetésről és szórendről, hét pályamű közül választották ki, hangsúlyozva részletességét és filológiai megalapozottságát. Különösen a szórenddel és a szóviszonyítással kapcsolatos részeit méltatták. A pályamunka három részből áll: bevezetésként azt tárgyalja, hogy milyen szófajú elemek tölthetik be az egyes mondatrészi szerepeket. Ezt követi az alany – állítmány különböző fajtáinak számbeli és személybeli egyeztetése, valamint az egyes bővítményekkel való egyeztetés. A szórendet tekintve két típust különböztet meg, a rendes és a nyomatos sorozatot (utóbbiba kerül például a kérdés és a tagadás). A harmadik részben a vonzatokkal és esetragokkal foglalkozik, ideértve az aktív és a passzív használat eltéréseit, valamint az úgynevezett középigéket. Tudománytörténeti szempontból érdeklődésre tarthat számot a Szilági által használt terminológia (mondomány ’állítmány’, kapocs vagy kötige ’segédige, kopula’, szinleg melléknév ’melléknévi igenév’, magyarázó ’bővítmény’, bírónév ~ bírófőnév ’birtokos’ stb.). Az 1843 decemberében a Magyar Tudományos Akadémia által megjelentetett Magyar szókötés főbb szabályai című munkát vagy annak előzményeit Szilágyi valószínűleg nem ismerhette (Hegedűs 1995: 196). 1845-ben ugyancsak benyújtott egy pályaművet a Magyar ékes szókötés témájában, a munka azonban töredékben maradt, s végül a pozitív vélemények ellenére nem jelent meg (Kardos 1912: 464–465).

## Szerkesztői és kiadói tevékenysége
Szilágyi 1865. április 5-től 1883-ig szerkesztette a Máramaros című politikai hetilapot (hetenként egyszer, 1874-től kétszer jelent meg); a Máramarosi Képes Naptárt az 1868–1873. közötti években; a Máramaros vármegye egyetemes leírását (Budapest, 1876); a máramarosszigeti helvét hitvallású gimnázium (1859–1861), főtanoda (1862-63) és líceum (1864–1884) éves Értesítőit. Kiadta a Szigeti Albumot Pesten, 1860-ban; valamint (másokkal együtt) a Történeti Emlékeket a magyar nép községi és magán életéből; emellett Pesten, 1871-ben két kötetben publikálta Várady Gábor 1865–1868 között írt országgyűlési leveleit, is

## További munkái

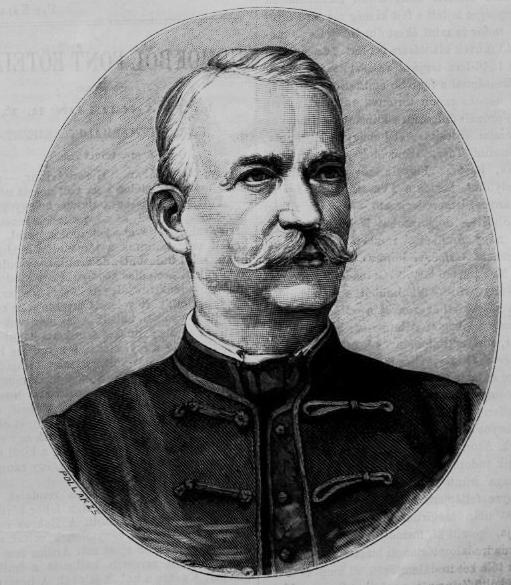
Időskori portréja

- Emlékbeszéd cs. k. főherczeg József nádor felett. T. Máramaros megye rendei előtt, a m.-szigeti ref. templomban márcz. 1. 1847... A máramaros megyei szűkölködők javára. Debreczen, 1847
- A m.-szigeti helv. hitv. tanoda történetének rövid vázlata. M.-Sziget, 1858
- Keresztyén egyháztörténet. Uo. 1860. (2. kiadás. Debreczen, 1863., 3. k. 1869. Uo.)
- A gymnasiumi oktatásügy története a magyarországi helv. hitvallásuaknál. Sárospatak, 1861 REAL-EOD
- Igazgatói jelentés a máramaros-szigeti ref. gymnasium állásáról 1859-60-ban. Uo. 1861
- B. Hari Péter emlékezete. M.-Sziget, 1861. (Különnyom. a m.-szigeti h. h. lyceum Értesítőjéből)
- A szigeti ó-templom és egyház története. Uo. 1862
- Igazgatói jelentés a máramaros-szigeti h. h. főtanoda állásáról 1862-63. Sárospatak, 1863
- Máramaros vármegye egyetemes leirása. Bp, 1876. (szerk.) Online
- Adalékok a m. tud. Akadémia megalapítása történetéhez. Bpest, 1877 (Vaszary Kolossal és Révész Imrével. Értekezések a nyelv- és széptud. köréből VI. 6.) REAL-EOD
- Emlékirat a m.-szigeti h. h. Lyceum multjáról, jelenéről. M.-Sziget, 1883
- A római irodalomtörténet rövid vázlata. Kézirat gyanánt. Uo. 1891. (2. kiadás. Uo. 1895.)
- Részletek Róma történetének vázlatából. Eutropius után. Kézirat gyanánt. Uo. 1894
- Cicerónak Archias költő védelmében tartott beszéde. Uo. 1894
- Kivonat Sallustius Catilinájából. Uo. 1894
- Két beszéd a Catilina összeesküdt társai ügyében, Sallustiusból. Kézirat helyett. Uo. 1895
- A trójai háború. Visszafordítási gyakorlatul. Kézirat helyett. Uo. 1895